# 4136 Artmane
4136 Artmane è un asteroide della fascia principale. Scoperto nel 1968, presenta un'orbita caratterizzata da un semiasse maggiore pari a 2,3533897 UA e da un'eccentricità di 0,1357653, inclinata di 3,24936° rispetto all'eclittica.